# Urząd Kanclerza Federalnego

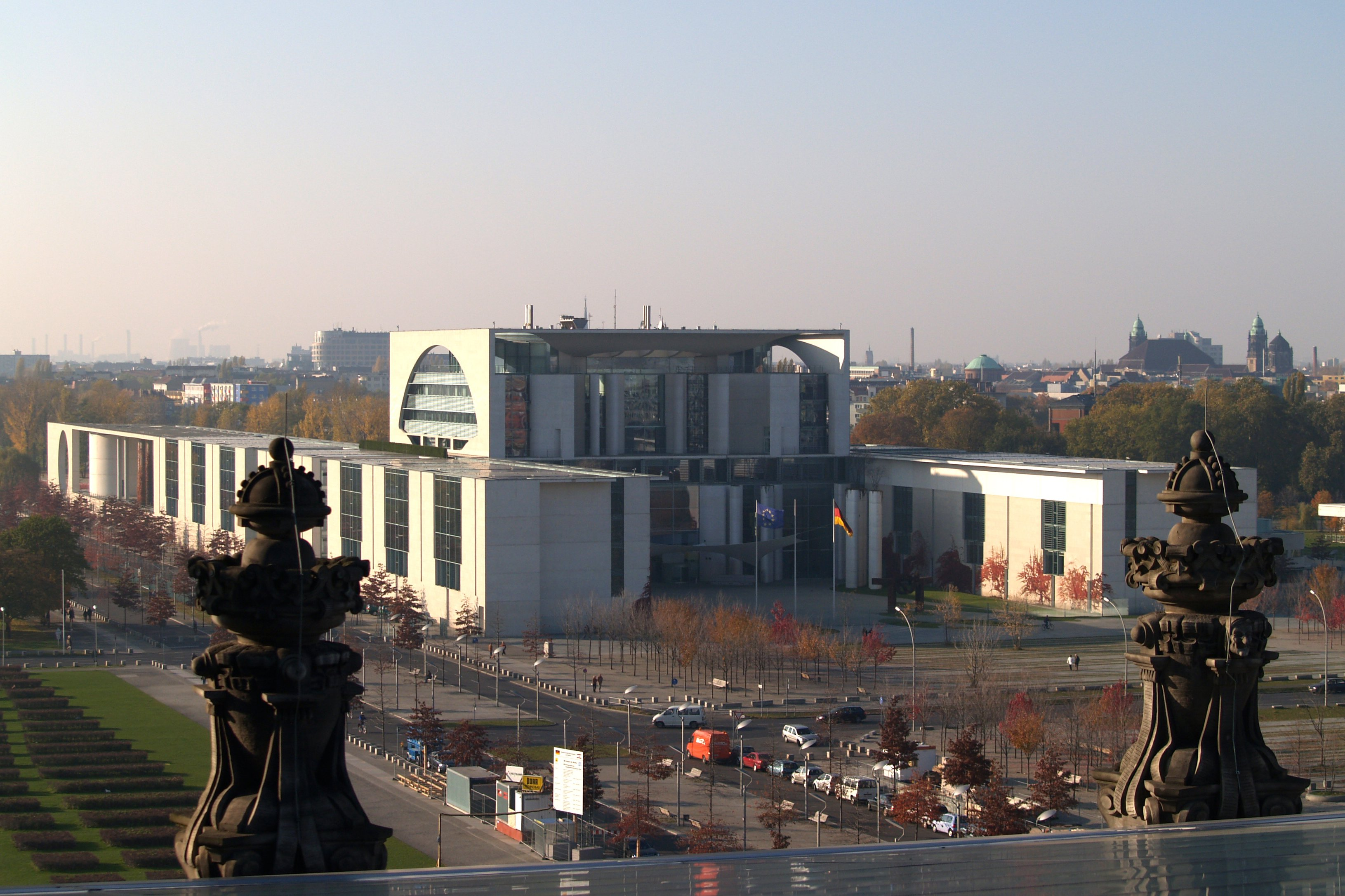
Widok na kancelarię z budynku Reichstagu

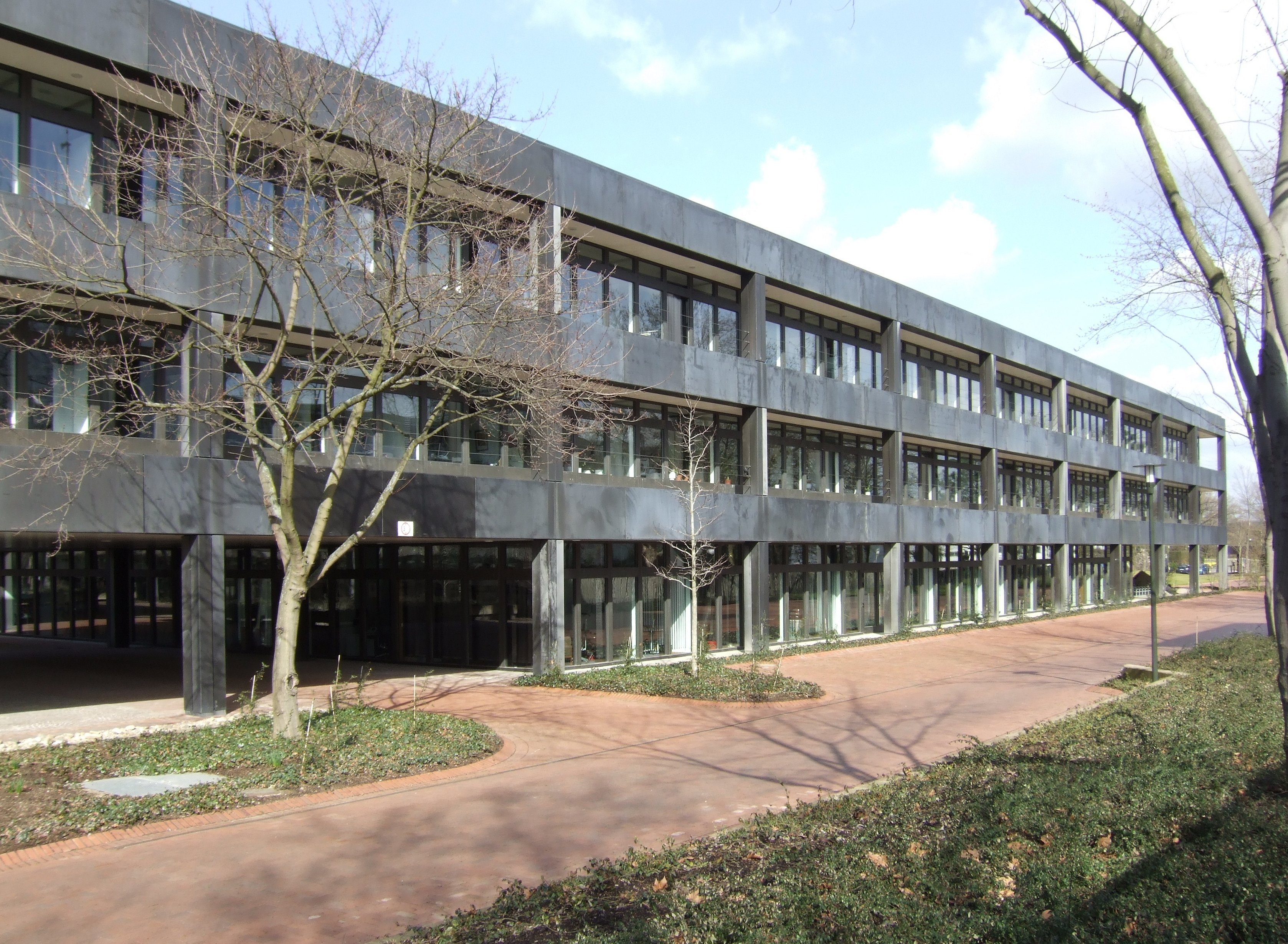
Budynek kancelarii w Bonn

Urząd Kanclerza Federalnego (niem. Bundeskanzleramt, w skrócie BKAmt) – urząd kanclerza Niemiec stojącego na czele niemieckiego rządu federalnego (niem. Bundesregierung).
Funkcję szefa urzędu kanclerskiego pełni jeden z sekretarzy stanu (Staatssekretär) lub ministrów federalnych (Bundesminister). Pozostaje on do dyspozycji kanclerza i koordynuje prace rządu. Pomimo istotnej roli w niemieckim systemie politycznym, kancelaria wraz ze swym szefem w dużej mierze pozostaje w cieniu, a jej działalność rzadko ma charakter publiczny. Od 2025 r. szefem urzędu kanclerza jest Thorsten Frei.

## Historia
Niemiecka kancelaria powstała po zjednoczeniu Niemiec w 1871 r. Jej pierwotną siedzibą był znajdujący się w Berlinie przy Wilhelmstraße 77 Pałac Radziwiłowski (Stara Kancelaria Rzeszy). Budynek ten został zniszczony podczas walk o Berlin w 1945 roku. W 1938 roku na polecenie Hitlera wzniesiono przy Voßstraße 6 nowy monumentalny gmach kancelarii (Nowa Kancelaria Rzeszy), który został poważnie uszkodzony w 1945, a następnie rozebrany. Obecny Urząd Kanclerza Federalnego powstał w wyniku proklamowania Republiki Federalnej Niemiec.

## Siedziba urzędu
Nazwa Urzędu Kanclerza Federalnego odnosi się również do budynku kancelarii, stanowiącej element tzw. „Wstęgi Federacji” (wraz z Paul-Löbe-Haus i Marie-Elisabeth-Lüders-Haus). W latach 1949–1990 siedziba urzędu, podobnie jak pozostałych najważniejszych instytucji Republiki Federalnej Niemiec, znajdowała się w Bonn. Tam też, aż do ukończenia w 1976 roku budowy nowego gmachu, kancelaria mieściła się w zabytkowym pałacu Schaumburg. W lecie 1999 roku, po przeniesieniu siedziby władz Niemiec do Berlina, urząd kanclerski tymczasowo zajął dawny budynek Rady Państwa NRD (Staatsratsgebäude), ponieważ budowa nowej berlińskiej siedziby kanclerza nie została jeszcze ukończona.
Nowy, ukończony wiosną 2001 gmach kancelarii zbudowany został z betonu i szkła zasadniczo w stylu postmodernistycznym ze znacznymi wpływami modernizmu według projektu Axela Schultesa i Charlotte Frank. Zajmuje on 12000 metrów kwadratowych i stanowi jedną z największych spośród siedzib rządów na świecie (jest 8 razy większy niż Biały Dom w Waszyngtonie, należy jednak pamiętać, że większa część personelu rządu USA pracuje obecnie nie w Białym Domu, lecz w pobliskim Old Executive Office Building).
Ze względu na okrągły kształt okien w tylnej części kancelarii oraz jej geometryczny kształt, budynek potocznie nazywany jest Waschmaschine – pralka.

## Szefowie Urzędu Kanclerza Federalnego od 1949
Szefowie Urzędu Kanclerza Federalnego (niem. Chef des Bundeskanzleramtes) uczestniczą w posiedzeniach rządu. Są oni jego członkami jeśli pełnią jednocześnie funkcję Ministra do Specjalnych Poruczeń (Minister für besondere Aufgaben), zbliżony do funkcji ministra bez teki. Czasem są oni błędnie nazywani Kanzleramtsminister.
- 1949–1951 – Walter Hallstein
- 1951–1953 – Otto Lenz(inne języki)
- 1953–1963 – Hans Globke
- 1963–1966 – Ludger Westrick(inne języki) (także Minister do Specjalnych Poruczeń i Rady Obrony, 1964-66)
- 1966–1967 – Werner Knieper(inne języki)
- 1967–1969 – Karl Carstens
- 1969–1972 – Horst Ehmke(inne języki) (także Minister do Specjalnych Poruczeń)
- 1972–1974 – Horst Grabert(inne języki)
- 1974–1980 – Manfred Schüler(inne języki)
- 1980–1982 – Manfred Lahnstein(inne języki)
- 1982 – Gerhard Konow(inne języki)
- 1982–1984 – Waldemar Schreckenberger(inne języki)
- 1984–1989 – Wolfgang Schäuble (także Minister do Specjalnych Poruczeń)
- 1989–1991 – Rudolf Seiters (także Minister do Specjalnych Poruczeń)
- 1991–1998 – Friedrich Bohl (także Minister do Specjalnych Poruczeń)
- 1998–1999 – Bodo Hombach (także Minister do Specjalnych Poruczeń)
- 1999–2005 – Frank-Walter Steinmeier
- 2005–2009 – Thomas de Maizière (także Minister do Specjalnych Poruczeń)
- 2009–2013 – Ronald Pofalla (także Minister do Specjalnych Poruczeń)
- 2013–2018 – Peter Altmaier (także Minister do Specjalnych Poruczeń)
- 2018–2021 – Helge Braun (także Minister do Specjalnych Poruczeń)
- 2021–2025 – Wolfgang Schmidt (także Minister do Specjalnych Poruczeń)
- od 2025 – Thorsten Frei (także Minister do Specjalnych Poruczeń)